# Venta de Ballerías
Venta de Ballerías es una localidad perteneciente al municipio de Huerto, en la provincia de Huesca, comunidad autónoma de Aragón, España. En 2018 contaba con 12 habitantes.